# Отказ от труда
Отказ от труда — поведение, выражающееся в отказе от постоянной работы.
Как реальное поведение, сообразно какой-либо политической или философской программе или же вне зависимости от таковой, отказ от труда практикуется различными субкультурами и индивидами. Приверженцы радикальных политических позиций открыто продолжают защищать отказ от труда. Подобную идею в марксизме отстаивал Поль Лафарг, итальянские операисты и автономы (Антонио Негри, Марио Тронти) и французские ультралевые (Échanges et Mouvement), идея также находит поддержку в среде анархистов, особенно у Боба Блэка и у сторонников пост-левого анархического движения, а также у идеологов политического течения «левого» акселерационизма.

## Отражение в международных соглашениях
Международный пакт об экономических, социальных и культурных правах признает право не трудиться, а Конвенция об упразднении принудительного труда, принятая Международной организацией труда в 1957 году, запрещает все виды принудительного труда.

## Концепция наёмного рабства
Наёмное рабство — это ситуация, при которой физическое выживание человека зависит (особенно полностью и непосредственно) от получаемой им заработной платы. Это термин с негативной коннотацией, его используют для того, чтобы провести аналогию и подчеркнуть сходство между рабством и наёмным трудом. Термин «наёмное рабство» используется также критиками экономической эксплуатации и социального расслоения, при этом под первым подразумевается, в основном, неравное распределение ролей между трудом и капиталом (в частности, когда рабочим выплачивается заниженный заработок, например, в «потогонках»), второе же обычно определяется как отсутствие рабочего самоуправления, способного критиковать сомнительные по своей сути должности и рабочие места, в которых экономика не видит ничего предосудительного. Критика социального расслоения обращена на занятость, при которой работниками ощущается давление иерархической социальной среды (например, работа за зарплату не только под угрозой голода или нищеты, но также и под угрозой социального стигматизирования или принижения статуса).
Сходство между наемным трудом и рабством было замечено ещё Цицероном. До Гражданской войны в Америке защитники рабства из южан использовали концепцию наёмного рабства для того, чтобы показать схожесть положения своих рабов с положением рабочих Севера, причём сравнение происходило не в пользу последних. С наступлением промышленного переворота такие мыслители, как Прудон и Маркс, сравнивают (в контексте критики собственности, не предназначенной для активного личного пользования) наёмный труд с рабством.
Распространение наёмного труда в Британии XVIII века было встречено сопротивлением, давшим начало принципам синдикализма. На протяжении истории некоторые трудовые организации и общественные активисты и активистки поддерживали рабочее самоуправление или рабочие кооперативы как возможные альтернативы наёмному труду.

## Направления политической мысли

### Марксистские

#### Поль Лафарг и «Право на леность»

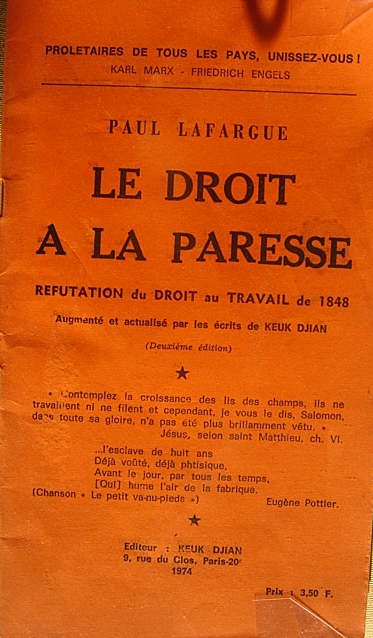
Обложка издания «Права на леность» Поля Лафарга

«Право на леность» — эссе рождённого на Кубе французского революционера-марксиста Поля Лафарга, написанное им в тюремной камере в 1883 году. Данное эссе содержит жесткую полемику против современных ему либеральных, консервативных, христианских и даже социалистических представлений о труде. Лафарг критикует эти представления с марксистской точки зрения как догматичные и абсолютно ложные и утверждает, что человек деградирует и закабаляется, подчиняясь верховенству «права на труд». Лафарг настаивает также на том, что леность в сочетании с творчеством во многом порождает прогресс всего человечества.
Лафарг пишет:

«Если бы мы, в нашей цивилизованной Европе, захотели бы найти следы первозданной красоты людей, то нам следовало бы искать их среди народов, в которых экономические предрассудки не искоренили ещё ненависть к труду… Греки в эпоху своего величия презирали труд: одним лишь рабам было позволено трудиться, тогда как для свободного человека существовали лишь упражнения для тела и ума… Античные философы учили неуважению к труду, видя в нём деградирование свободного человека, а поэты воспевали бездействие как подарок богов».Оригинальный текст (фр.)Quand, dans notre Europe civilisée, on veut retrouver une trace de beauté native de l'homme, il faut l'aller chercher chez les nations où les préjugés économiques n'ont pas encore déraciné la haine du travail... Les Grecs de la grande époque n'avaient, eux aussi, que du mépris pour le travail: aux esclaves seuls il était permis de travailler: l'homme libre ne connaissait que les exercices corporels et les jeux de l'intelligence... Les philosophes de l'Antiquité enseignaient le mépris du travail, cette dégradation de l'homme libre; les poètes chantaient la paresse, ce présent des Dieux.

Он пишет также:

«Пролетарии, угнетенные догмами о труде, прислушайтесь к столь ревностно скрываемым от вас голосам этих философов: граждане, которые трудятся в обмен на деньги, принижают самих себя до уровня раба». (Последняя фраза — цитата из Цицерона).Оригинальный текст (фр.)Prolétaires, abrutis par le dogme du travail, entendez-vous le langage de ces philosophes, que l'on vous cache avec un soin jaloux : un citoyen qui donne son travail pour de l'argent se dégrade au rang des esclaves.

В своей предсмертной записке Лафарг и его жена Лаура (дочь Маркса) безо всякой иронии объяснили своё самоубийство в том числе и нежеланием стать обузой: 

«Я обрываю свою жизнь до того, как безжалостное старение… сможет парализовать мою энергию и сломить мою волю, превратив меня в обузу для самого себя и для других».Оригинальный текст (фр.)Je me tue avant que l'impitoyable vieillesse... ne paralyse mon énergie, ne brise ma volonté et ne fasse de moi une charge à moi et aux autres.

Порицая труд, Лафарг отказывал капиталистам в праве жить за счет труда рабочего класса, но не отрицал тем самым общественно-полезный труд или же право на содержание за счет других.

#### Ситуационистский интернационал
Рауль Ванейгем, значимый теоретик постсюрреалистского Ситуационистского Интернационала, столь влиятельного во время событий в мае 1968 года во Франции, написал «Книгу удовольствий». В ней он пишет: «Когда вы перестаете отдавать все свои жизненные силы труду и обязанностям и начинаете вместо этого получать удовольствие, вы перенаправляете властную перспективу… С той же неумолимостью, с которой работа убивает удовольствие, удовольствие убивает работу. Если же вы не согласны покорно умереть от невыносимого отвращения, то вы не откажете себе и в удовольствии избавиться от отвратительной обязанности трудиться, отдавать приказы (и подчиняться им), проигрывать и побеждать, притворяться, судить и быть судимыми».

#### Автономизм
Автономизм как теоретическая система впервые выделился из среды операистского коммунизма в Италии в 1960-х гг. Позднее в нём проявились постмарксистские и анархические тенденции, под влиянием ситуационистов и из-за краха итальянских леворадикальных движений в 1970-х и появления большого количества видных теоретиков, включая Антонио Негри, одного из создателей марксистской организации «Рабочая власть» (Potere Operaio), Марио Тронти, Паоло Вирно и других. Автономизм оказал влияние на общественно-политические движения в Голландии и Германии, на всемирное движение по созданию общественных центров и достаточно распространен в настоящее время в Италии, Франции и, в значительно меньшей степени, в англоязычных странах. Те, кто называют себя автономами, разделяют различные политические взгляды — от марксизма до постструктурализма и анархизма.
Автономистский философ Бифо определяет отказ от труда не только как «очевидный факт того, что рабочим не нравится, что их эксплуатируют, а как нечто большее. Это значит, что капиталистическое реструктурирование, технологические изменения и преобразование общественных институтов в целом производятся ежедневными актами избегания эксплуатации, непринятием обязанности производить добавочную стоимость и увеличивать ценность капитала, снижая ценность жизни». Говоря проще, он утверждает, что «отказ от труда означает:… „Я не пойду на работу, потому что я лучше пойду посплю“. Но эта леность — источник мыслительной деятельности, техники, прогресса. Автономия — это саморегуляция тела общества при определении своей независимости и своего взаимодействия c нормами дисциплины.»
Говоря о тенденциях в социальном развитии, Бифо напоминает, что «одной из сильных идей в движении за автономию пролетариата на всем протяжении 70-х гг была идея „прекаризация — это хорошо“. Прекаризация трудовых отношений — это одна из форм автономии от непрерывного и пожизненного регулярного труда. В 70-х годах многие работали несколько месяцев, затем отправлялись путешествовать, а потом вновь на некоторое время устраивались на работу. Это было возможно во времена практически всеобщей занятости и во времена эгалитарной культуры. Прекаризация позволяла людям работать в их собственных интересах, а не в интересах капиталистов, но совершенно очевидно, что все это не могло продолжаться вечно, и наступивший в 1980-х неолиберализм был, в первую очередь, направлен на изменение соотношения сил.» Анализируя данные тенденции, Бифо пишет: «Распространение самоорганизованных знаний может создать социальную инфраструктуру, содержащую бесконечные автономные и самодостаточные миры.»
Принимая возможность подобного самодетерминирования, смешно и упоминать рабочее самоуправление, так как «будучи бесконечно далеким от установления пролетарской власти, …данное самоуправление — это всего лишь миг добровольного захомутания трудящихся на капиталистическом производстве в длительной истории реального подчинения труда капиталу. Ошибочно полагая своей главной проблемой не само предприятие в целом, а отдельно взятого капиталиста (растворяющегося, при реальном подчинении труда капиталу, в коллективном теле совместных владельцев предприятия с одной стороны и наемного менеджмента с другой), …трудящиеся сами становятся коллективным капиталистом, беря на себя ответственность за эксплуатацию их собственного труда.» Таким образом, абсолютно не порывая с «работой, …трудящиеся поддерживали практику поминутного учитывания рабочего времени, продолжали организовывать самих себя и сообщество вокруг нужд фабрики, выплачивали себе деньги с доходов от продажи часовых механизмов, поддерживали детерминированные отношения между индивидуальным трудом и заработком, продолжая во время всего этого носить рабочую форму.»

#### Группа «Кризис»
В своем Манифесте против труда группа «Кризис» оспаривает традиционное марксистское утверждение о классовой борьбе как о двигателе истории. По мнению группы «Кризис» класса-объекта не существует. Борьба пролетариата и буржуазии — это не борьба революционного класса с его угнетателем, а скорее борьба двух противоположных интересов, которые неразрывно связаны с капитализмом и образуют единый «рабочий лагерь». В противоположность традиционному марксизму, «Кризис» считает, что борьба против капитализма должна быть не борьбой за освобождение труда, но борьбой за освобождение от труда.

### Анархизм

#### Упразднение труда
Боб Блэк в своем наиболее известном эссе «Упразднение работы» опирается на идеи Шарля Фурье, Уильяма Морриса, Герберта Маркузе, Пола Гудмана и Маршалла Салинса. В этом эссе он выступает за слом основанного на производстве и потреблении общества, в котором, по его утверждению, все на свете подчинено производству и потреблению материальных благ.
Критикуя как марксистский государственный социализм, так и рыночный капитализм, Блэк полагает, что человечество может стать свободным лишь после того, как оно вернет себе уходящее на труд и занятость время, превратив выполнение необходимых задач в свободную и добровольную игру — подход, характеризуемый как «игровой».
В эссе утверждается, что «никто и никогда не должен работать», потому что труд (под этим понятием Блэк подразумевает принудительную и навязанную экономическими или политическими механизмами производительную деятельность) есть источник всего несчастья в мире. Блэк порицает труд за то, что он принудителен и принимает негативные формы, среди них: подчинение шефу, «рабочие обязанности», которые превращают потенциально интересную задачу в бессмысленную обязаловку; также за деградирование, вызванное системами поддержания трудовой дисциплины и за большое количество смертей и увечий, непосредственно связанных с трудовым процессом, что характеризуется Блэком как «убийство». Он считает введенную на рабочих местах субординацию «издевательством над свободой» и обвиняет в лицемерии различных теоретиков, которые поддерживают одновременно и свободу и труд. Блэк заявляет, что субординация на работе делает людей тупыми и вселяет в них страх перед свободой. Из-за работы люди привыкли к косности и повторяемости и у них нет времени на дружбу или на осмысленные поступки. Большинство трудящихся, утверждает он, глубоко неудовлетворены своей работой — так что всё, о чём он говорит, не должно вызывать у них особых возражений. Возражения, однако, возникают только лишь оттого, что люди находятся слишком близко к трудовой системе, чтобы смочь увидеть её недостатки.
В противоположность труду, игра не обязана следовать правилам — люди играют добровольно и в условиях полной свободы, как это происходит в экономике дарения. Он указывает на тот факт, что игры типичны для общества охотников и собирателей (взгляд, заимствованный им из работ Маршалла Салинса) и показывает процесс становления иерархических обществ, на всем протяжении которого работа навязывалась во все возрастающем объёме, так что сегодняшний обязательный труд показался бы безмерно тягостным даже древним или средневековым крестьянам. В ответ на мнение о том, что труд необходим для решения важных, но неприятных задач, Блэк утверждает, что, во-первых, наиболее важные задачи можно облечь в игровую форму, а во-вторых, большую часть того, что называется «работой» вообще не нужно выполнять, потому что она обслуживает функции торговли и общественного контроля, необходимые лишь для сохранения трудовой системы как таковой. К тому, что останется в итоге, он предлагает применить подход Шарля Фурье, организовав деятельность таким образом, что люди сами и добровольно захотят ею заниматься.
В целом скептически, но с пониманием Боб Блэк относится к возможности устранения работы посредством трудосберегающих технологий. Ему кажется, что левые не могут серьёзно продвинуться в своей критике труда из-за того, что они продолжают опираться на категорию трудящихся и вынуждены тем самым придавать ценность труду.